# 曦子内親王
曦子内親王（ぎし（あきこ）ないしんのう、元仁元年（1224年） - 弘長2年8月21日（1262年10月5日））は、鎌倉時代の皇族。土御門天皇皇女。生母は源有雅の女（大宮局）。伊勢斎宮。後嵯峨天皇准母・皇后宮、のち女院。院号は仙華門院（せんかもんいん）。

## 生涯
寛元2年12月16日（1245年1月15日）内親王宣下、異母兄後嵯峨天皇即位に伴い、同日21歳で斎宮に卜定。同3年8月13日（1245年9月5日）、左近衛府へ初斎院入り、同年9月17日（10月9日）野宮へ移る。同4年1月29日（1246年2月16日）、後嵯峨天皇譲位により、群行せず退下。宝治2年8月8日（1248年8月27日）、後嵯峨天皇准母として皇后に冊立。建長3年3月27日（1251年4月19日）院号宣下、仙華門院と称する。弘長2年8月21日（1262年10月5日）、39歳で崩御。